# 玄米茶

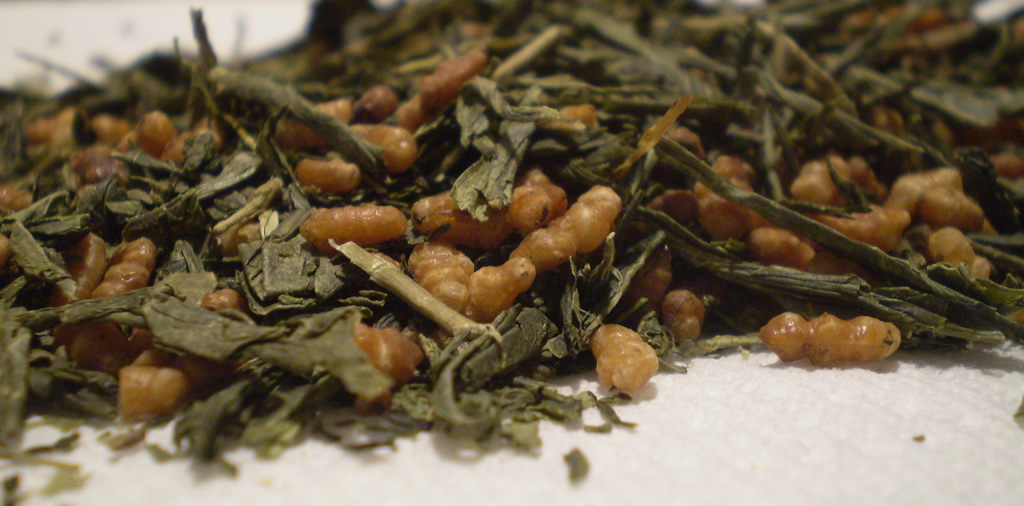
日本玄米茶

玄米茶（げんまいちゃ)是具有日本特色的一种烘焙過的糙米（日文稱玄米）冲泡而成。所以玄米茶中有綠茶的香氣，也有糙米的米香。